# متجر الفطائر
متجر الفطائر هو متجر وجبات سريعة مخصص لبيع الفطائر خاصة فطائر اللحم، وينتشر هذا النوع من المتاجر في بعض أجزاء المملكة المتحدة وأستراليا.
ويعتبر متجر الفطائر نوعًا من المخابز المتخصصة، أو كما هو شائع مؤخرًا، منفذً بيع بالتجزئة لبيع الفطائر الساخنة. وتبيع متاجر الفطائر في أستراليا عادة فطائر اللحم ولفائف النقانق وغيرهما من المعجنات، وسائر المخبوزات. ولقد أدى الانتشار الواسع من محلات المخبوزات الساخنة في أستراليا (مخابز للبيع المباشر، وتحمل غالبا حق الامتياز) إلى جعلها تحل محل متاجر الفطائر المتخصصة.